# Манько Борис Степанович
Борис Степанович Манько (рос. Борис Манько; * 1934, Мінськ) — радянський футболіст, захисник.

## Життєпис
Грав за «Білорусь» (Мінськ), «Локомотив» (Гомель), «Шинник» (Ярославль), «Карпати» (Львів) і «Нафтовик» (Дрогобич).